# متلازمة ستريف
متلازمة ستريف تُوصف بأنها مشكلة وظيفية في الرؤية. وغالبًا ما ينطوي ذلك على انخفاض أو عدم وضوح المسافة والرؤية القريبة، وضعف تعاون العين وقدرات حركة العين، وفقدان المجال البصري وانخفاض التركيز. على الرغم من حدوثها غالبًا عند الأطفال الذين تتراوح أعمارهم بين 8 و14 عامًا و80% من الحالات عند الإناث الشابات، إلا أنه يمكن أن تحدث في أي عمر ووقت. وهي حالة تظهر بشكل رئيسي عند الأطفال الصغار الذين يمرون بفترات من التوتر العاطفي أو البصري. النظام البصري، رغم أنه لا يزال نشطًا، لم يعد يتحكم فيه الطفل عندما يكون تحت مستويات متزايدة من التوتر. يصبح التركيز صعبًا، وينشأ تأثير الرؤية النفقية في مجال رؤية الطفل، ويصبح من الصعب على الطلاب العمل بشكل مناسب أثناء ظروف الإضاءة المختلفة. متلازمة ستريف ليست شذوذًا في فسيولوجيا العين، وانما تم ربطها بالدماغ وكيف يعالج الرؤية. ولهذا السبب، تعتبر متلازمة ستريف نوعًا من الحول، وهي نفسية المنشأ ولا إرادية بطبيعتها. "نفسي المنشأ" يعني "الأصل في العقل" أو بشكل أكثر دقة في أجزاء الدماغ التي تساعد على معالجة الرؤية.
في كثير من الأحيان، سيكون لدى المرضى انخفاض في التجسيم، وتأخر تكيفي كبير في تنظير الشبكية الديناميكي، ومجال بصري منخفض (مجال أنبوبي أو حلزوني). تم وصف متلازمة ستريف لأول مرة في عام 1962 من قبل طبيب العيون الدكتور جون ستريف على أنها متلازمة غير تمارضية. في عام 1962، قام الدكتور ستريف والدكتور ريتشارد أبيل بتوسيع المفهوم ليشمل متلازمة التكيف المبكر كمقدمة لمتلازمة ستريف. يعتقد الدكتور ستريف أن التغييرات البصرية ناجمة عن الضغط الناتج عن القراءة. هناك خلاف حول تصنيف عيوب الرؤية الوظيفية. تشير بعض الأبحاث إلى أن متلازمة ستريف قد تكون ناجمة عن خلل في المسار كبير الخلايا للخلايا العقدية الشبكية. تشكل هذه الخلايا 10% فقط من الخلايا العصبية للشبكية وتسجل كشف الحركة.